# Алісон Серутті
Алісон Серутті  (порт. Alison Cerutti, 12 липня 1985) — бразильський пляжний волейболіст, олімпійський чемпіон та медаліст, дворазовий чемпіон світу, триразовий переможець світового туру, чемпіон Панамериканських ігор.

## Виступи на Олімпіадах
| Олімпіада   | Дисципліна       | Місце |
| ----------- | ---------------- | ----- |
| Лондон 2012 | пляжний волейбол | 2     |
| Ріо 2016    | пляжний волейбол | 1     |